# Samuel Andrejčík
Samuel Andrejčík (10 de septiembre de 1996) es un deportista eslovaco que compite en bochas adaptadas. Ganó cuatro medallas en los Juegos Paralímpicos de Verano en los años 2016 y 2020.

## Palmarés internacional
| Juegos Paralímpicos | Juegos Paralímpicos     | Juegos Paralímpicos | Juegos Paralímpicos  |
| Año                 | Lugar                   | Medalla             | Prueba               |
| ------------------- | ----------------------- | ------------------- | -------------------- |
| 2016                | Río de Janeiro (Brasil) | Medalla de oro      | Dobles BC4 mixto     |
| 2016                | Río de Janeiro (Brasil) | Medalla de plata    | Individual BC4 mixto |
| 2020                | Tokio (Japón)           | Medalla de oro      | Individual BC4 mixto |
| 2020                | Tokio (Japón)           | Medalla de oro      | Dobles BC4 mixto     |